# アルティーヴォレ
アルティーヴォレ（伊: Altivole）は、イタリア共和国ヴェネト州トレヴィーゾ県にある、人口約7,100人の基礎自治体（コムーネ）。

## 地理

### 位置・広がり
トレヴィーゾ県西部に位置するコムーネ。県都トレヴィーゾから西北西へ24km、ヴィチェンツァから北東へ約40km、州都ヴェネツィアから北西へ約45kmの距離にある。

#### 隣接コムーネ
隣接するコムーネは以下の通り。
- マゼール - 北
- カエラーノ・ディ・サン・マルコ - 北東
- モンテベッルーナ - 東
- ヴェデラーゴ - 南東
- リエーゼ・ピオ・デーチモ - 南西
- アーゾロ - 北西

### 気候分類・地震分類
気候分類では、zona E, 2476 GGに分類される。
また、イタリアの地震リスク階級 (it) では、zona 2 (sismicità media) に分類される。

## 文化・観光

### 女王のバルコ（アルティーヴォレのバルコ）
コルナーロ女王のバルコ (it:Barco della Regina Cornaro) は、キプロス女王（在位: 1474年 - 1489年）であったカタリーナ・コルナーロの夏の邸宅（バルコ、バルケッサ） (it:Barchessa) である。カタリーナはヴェネツィア共和国の名門貴族コルナーロ家出身で、キプロス王ジャック2世と結婚し、夫と子の死後に王位に就いた。1489年、カタリーナはヴェネツィア共和国に統治権を譲渡することを余儀なくされたが、アーゾロの領主としての地位を保証された。

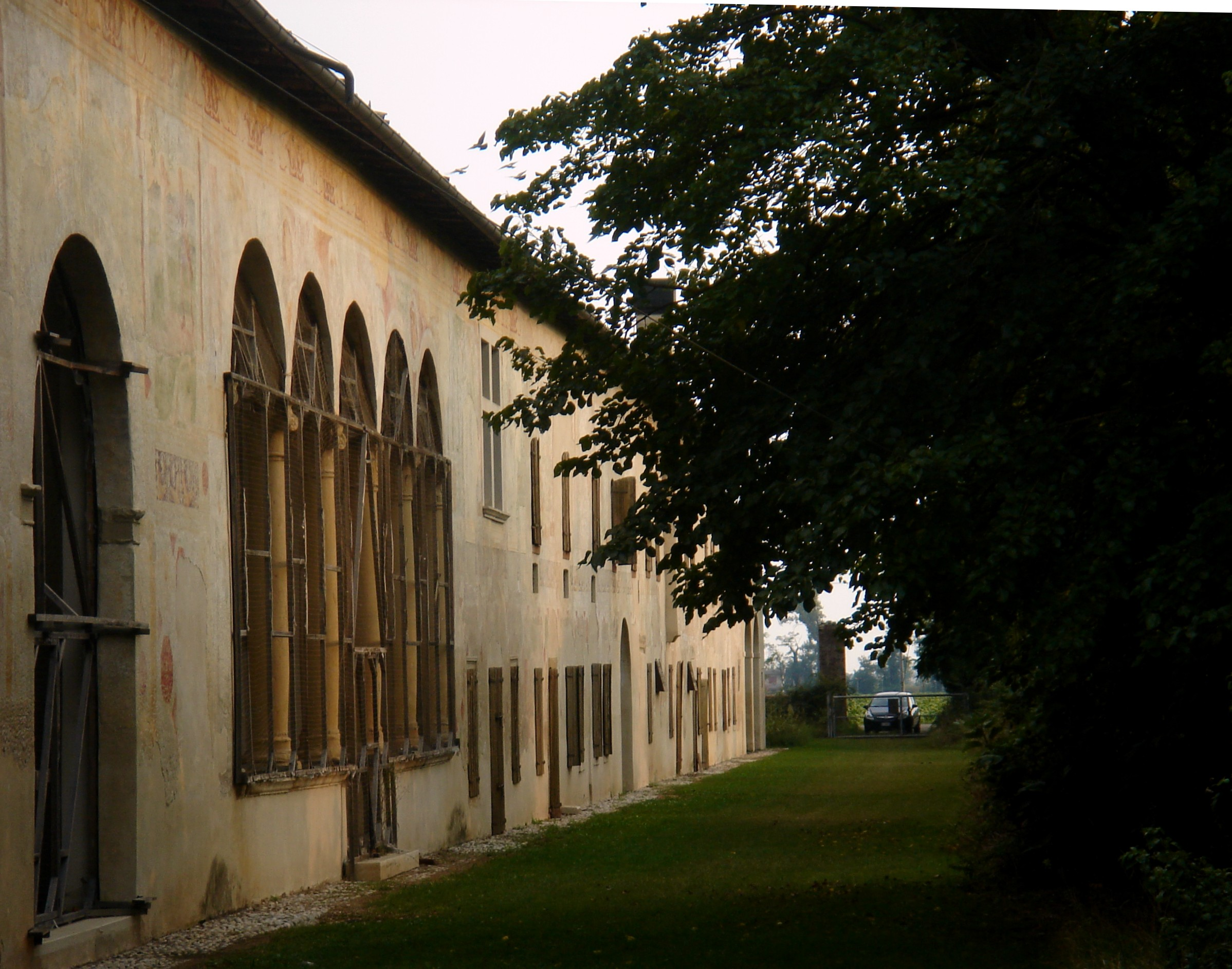
女王のバルコ

### ブリオン家墓地（ブリオン・ヴェガ墓地）
分離集落 San Vito には、建築家カルロ・スカルパ（1906年 - 1978年）が手がけたブリオン家墓地 (it:Tomba Brion) がある。実業家ジュゼッペ・ブリオン (it:Giuseppe Brion) 夫妻のために、既存の共同墓地に隣接して設計されたこの墓苑（墓地、エントランス、水路、礼拝堂などを含む）は、カルロ・スカルパが手がけた最後の作品であり、その集大成とも評される。
カルロ・スカルパはブリオン家墓地の完成を前に日本で事故死した。スカルパ本人の墓もブリオン家墓地に隣接してある。

## 人物

### 著名な出身者
- ピエール・ミランダ・フェラーロ（英語版） - テノール歌手

### ゆかりの人物
- カルロ・スカルパ - 20世紀の建築家。当地に墓がある